# 住商モンブラン
住商モンブラン株式会社（すみしょうモンブラン）は、大阪府大阪市に本社を置く企業。事業内容は、白衣（医療・食品用）、サービスユニフォームをはじめ、作業服等、二次製品及び各種織・編物素材の企画、生産、販売である。

## 沿革
- 1950年 6月　大阪市東区にて武山繊維㈱を設立
- 1958年 9月　東京都中央区に東京支店を開設
- 1970年12月　住友商事㈱・東洋紡績㈱の資本参加を受け、資本金8,000万円となる
- 1972年　　　白衣ブランドMONTBLANC(ﾓﾝﾌﾞﾗﾝ)をスタート
- 1974年 6月　住商衣料㈱に社名変更
- 1997年 1月　住商モンブラン㈱に社名変更
- 2002年 2月　本社を大阪府大阪市中央区（住友ビル）に移転
- 2016年 7月　東京支店を東京都中央区小伝馬町（PMO日本橋江戸通）に移転

## 製品
- MONTBLANC(モンブラン) Cooking & Service
- MONTBLANC(モンブラン) Medical
- BLANCE(ブランシェ)　他